# Diversidad sexual en Fiyi
Las personas lesbianas, gays, bisexuales y transgénero (LGBT) en Fiyi pueden enfrentar desafíos legales que no experimentan los residentes no LGBT. En 1997, Fiyi se convirtió en el segundo país del mundo después de Sudáfrica en proteger explícitamente en contra de la discriminación basada en la orientación sexual en su Constitución. En 2009, la Constitución fue abolida. La nueva Constitución, promulgada en septiembre de 2013, prohíbe la discriminación basada en la orientación sexual y la identidad o expresión de género. Sin embargo, el matrimonio entre personas del mismo sexo sigue prohibido en Fiyi y no son infrecuentes los informes de discriminación social y acoso.
Diverse Voices and Action (DIVA) for Equality, fundada en 2011, Rainbow Pride Foundation, fundada en 2008, Amithi Fiji Project, SAN Fiji y Drodrolagi Movement, un grupo de estudiantes, se encuentran entre los principales grupos de derechos LGBT de Fiyi.

## Historia
De manera similar a los fa'afafine de Samoa, los māhū de Hawái y los whakawāhine de Nueva Zelanda, Fiyi tiene una población tradicional de tercer género. Tales individuos son conocidos como vaka sa lewa lewa (vakasalewalewa). Se les asigna el sexo masculino al nacer, pero se visten, actúan y se comportan como mujeres, y tradicionalmente han sido aceptados por la sociedad de Fiyi.

## Ley sobre actividad sexual entre personas del mismo sexo
En 2005, el turista australiano Thomas McCosker tuvo relaciones sexuales consentidas con un adulto llamado Dhirendra Nadan. Los hombres fueron juzgados y encarcelados bajo la ley de sodomía de la nación, pero la condena fue anulada posteriormente en agosto de 2005 por el tribunal supremo de la nación por violar la Constitución.
Al mismo tiempo, la entonces primera ministra Laisenia Qarase defendió las leyes penales de su nación contra la homosexualidad por estar basadas en la Biblia. En contraste, el entonces vicepresidente Ratu Joni Madraiwiwi declaró que sentía que las personas homosexuales deberían tener protegido su derecho a la privacidad.
En 2006, el Alto Comisionado de Fiyi en Nueva Zelanda confirmó que ahora existe una política para no arrestar a hombres homosexuales por sexo homosexual consensuado.
Desde el 1 de febrero de 2010, la conducta homosexual masculina y femenina privada, adulta, consensuada y no comercial es legal en virtud del Decreto sobre Delitos de 2009.

## Reconocimiento de las uniones entre personas del mismo sexo
Las leyes de familia de Fiyi no reconocen legalmente el matrimonio entre personas del mismo sexo ni las uniones civiles. Desde 2002 la ley prohíbe expresamente el matrimonio entre personas del mismo sexo.
El 26 de marzo de 2013 el primer ministro Frank Bainimarama expresó su oposición a la idea del matrimonio entre personas del mismo sexo. Respondiendo a una pregunta planteada por una persona que llamó en un programa de radio, afirmó que el matrimonio entre personas del mismo sexo "no se permitirá porque va en contra de las creencias religiosas". En abril de 2013 un grupo de apoyo que representaba a estudiantes LGBT, el Movimiento Drodrolagi, convocó a un debate sobre el tema. En enero de 2016 el Primer Ministro reiteró su oposición al matrimonio entre personas del mismo sexo, diciendo que "no habrá matrimonio entre personas del mismo sexo en Fiyi" y sugirió que las parejas de lesbianas que buscan casarse se muden a Islandia.
En 2019, después de las especulaciones de que algunas iglesias apoyan la idea del matrimonio entre personas del mismo sexo, el primer ministro reiteró su oposición al matrimonio entre personas del mismo sexo y dijo: "Mientras estemos en el gobierno, Fiyi no permitirá el matrimonio entre personas del mismo sexo". porque Fiyi es un "país temeroso de Dios". Su postura fue respaldada por la Iglesia Católica en Fiyi, la Iglesia Metodista de Fiyi y Rotuma, Shree Sanatan Dharm Partindhi y la Liga Musulmana de Fiyi, que expresaron su oposición al matrimonio entre personas del mismo sexo. El director de la Comisión de Derechos Humanos y Antidiscriminación de Fiyi, Ashwin Raj, dijo que "el matrimonio entre personas del mismo sexo no es un derecho" y que debe haber más claridad sobre lo que establece la Constitución de Fiyi sobre el tema del matrimonio entre personas del mismo sexo, y que "la prioridad debe ser abordar la discriminación que enfrenta la comunidad LGBTI". También pidió "un debate tranquilo y racional" sobre el tema. La Coalición de Derechos Humanos de Fiyi dijo que estaba "decepcionada y perturbada" por la postura del Primer Ministro, argumentando que sus comentarios van en contra de la base de las leyes de Fiyi y contradicen su compromiso con el Consejo de Derechos Humanos de las Naciones Unidas. Hizo un llamado a las autoridades para que se reúnan y discutan el progreso hacia la inclusión de la comunidad LGBT en Fiyi.
Shaneel Lal, activista residente en Fiyi y Nueva Zelanda, ha pedido al gobierno de Fiyi que permita el matrimonio entre personas del mismo sexo. La expresidenta de Irlanda, Mary Robinson, también ha pedido a los líderes del Pacífico, incluido Fiyi, que despenalicen la homosexualidad.
En 2022, el exdirector de derechos humanos y decano de justicia de la Universidad de Fiyi, el profesor Shaista Shameem, declaró que la Ley de Matrimonio que limita la unión de dos personas a solo entre un hombre y una mujer puede impugnarse en los tribunales. En respuesta, el director de la Comisión de Derechos Humanos y Antidiscriminación de Fiyi, Ashwin Raj, dijo que "los problemas son mucho más complejos y la Constitución de Fiyi proporciona un terreno fértil para el desarrollo de la jurisprudencia". También agregó que la prioridad primero es abordar la violencia y la discriminación que enfrenta la comunidad LGBTQ. Los líderes del Partido Alianza Popular y el Partido Federación Nacional evadieron las preguntas sobre la legalización del matrimonio entre personas del mismo sexo. En cambio, ambos líderes respondieron que respetarían los derechos de todos los ciudadanos. Sitiveni Rabuka agregó que "el matrimonio en Fiyi se rige por la Ley de Matrimonio" y hasta que eso cambie, depende del gobierno cambiarlo.

## Protecciones contra la discriminación
La discriminación en el empleo basada en la orientación sexual está prohibida en Fiyi en virtud de la "Promulgación de Relaciones Laborales" de 2007.
En 1997, la Constitución incluyó una disposición que prohibía específicamente la discriminación gubernamental por motivos de orientación sexual. En 2009, el presidente abolió formalmente la Constitución de Fiyi.
En abril de 2013, el fiscal general, Aiyaz Sayed-Khaiyum, declaró que una nueva Constitución, que se suponía que estaría finalizada en algún momento de 2013, prohibiría la discriminación basada en la orientación sexual. La Constitución fue promulgada en septiembre de 2013 e incluye una disposición que prohíbe la discriminación basada en la orientación sexual y la identidad o expresión de género. El artículo 26(3) de la Constitución dice lo siguiente:

Una persona no debe ser discriminada injustamente, directa o indirectamente, por motivos de su
(a) características o circunstancias personales reales o supuestas, incluida la raza, la cultura, el origen étnico o social, el color, el lugar de origen, el sexo, el género, la orientación sexual, la identidad y expresión de género, el nacimiento, el idioma principal, el estado económico o social o de salud, discapacidad, edad, religión, conciencia, estado civil o embarazo; o
(b) opiniones o creencias, excepto en la medida en que esas opiniones o creencias impliquen daño a otros o la disminución de los derechos o libertades de otros, o por cualquier otra causa prohibida por esta Constitución.

## Terapias de conversión sexual
Las terapias de reorientación sexual tienen un efecto negativo en la vida de las personas LGBT y puede conducir a una baja autoestima, depresión e ideación suicida. El Decreto de Salud Mental de 2010 establece que las personas no deben ser consideradas como enfermas mentales si se niegan o no expresan una determinada orientación sexual, y prohíbe cualquier terapia de conversión por parte de profesionales de la salud registrados en el campo de la salud mental.
El activista Kalisito Biaukula ha hablado abiertamente sobre cómo para muchas personas LGBTQ+ en Fiyi, la violencia física y el abuso doméstico son una forma de terapia de conversión familiar.

## Donación de sangre
En abril de 2017, el Ministerio de Salud de Fiyi confirmó que los hombres homosexuales y bisexuales tienen prohibido donar sangre. La declaración del Ministerio se produjo después de que un hombre homosexual intentara donar sangre, pero fue rechazado debido a su orientación sexual. Ashwin Raj, director de la Comisión de Derechos Humanos y Antidiscriminación de Fiyi, dijo más tarde que investigaría la política, argumentando que es inconstitucional y discriminatoria.

## Condiciones sociales
Los informes de crímenes de odio contra personas LGBT en Fiyi son raros, aunque ha habido algunos casos, posiblemente, de alto perfil de una pareja del mismo sexo que ha sido víctima de un crimen motivado por prejuicios. El 1 de julio de 2001, el líder de la Cruz Roja, John Maurice Scott, y su socio, Gregory Scrivener, fueron brutalmente asesinados en Suva, en un aparente ataque homofóbico con un posible motivo político. La historia de Scott y Scrivener se convirtió en el tema de un documental de Nueva Zelanda de 2008, An Island Calling. En septiembre de 2017, un estudiante gay fue encontrado muerto en Nasinu. En mayo de 2018 una joven transgénero fue brutalmente asesinada en Suva. La falta de confianza en la policía debido a un posible acoso probablemente disuade a las personas y parejas LGBT de denunciar la violencia contra los homosexuales o la discriminación por odio.
Las costumbres sociales con respecto a la orientación sexual y la identidad de género tienden a ser conservadoras, con poco apoyo público a los derechos LGBT. Si bien algunos activistas de derechos humanos realizan un trabajo discreto sobre las preocupaciones de los derechos LGBT, el gobierno, en el pasado, canceló las marchas del orgullo gay. El 17 de mayo de 2013, Día Internacional contra la Homofobia, la Transfobia y la Bifobia (IDAHOTB), activistas LGBT organizaron actividades para promover los derechos y la igualdad LGBT. El Movimiento Drodrolagi, un grupo de defensa LGBT, dijo que la discriminación y el acoso siguen siendo problemas en Fiyi. En 2017 se llevó a cabo un evento de celebración de IDAHOTB en Suva, la capital del país. Al evento asistieron muchos activistas LGBT, así como figuras religiosas.
Si bien no es ilegal, se advierte a los visitantes que las muestras públicas de afecto generalmente se consideran ofensivas.
La primera marcha del orgullo de Fiyi se llevó a cabo el 17 de mayo de 2018 para coincidir con el Día Internacional contra la Homofobia. La marcha tuvo lugar en Lautoka, la segunda ciudad más grande de Fiyi, y fue la primera marcha de este tipo en una nación insular del Pacífico (excluyendo Nueva Zelanda y algunos territorios dependientes, como Hawái). La policía local proporcionó una escolta para los participantes. El expresidente Epeli Nailatikau habló en el evento.